# Eugenia discolorans
Eugenia discolorans är en myrtenväxtart som beskrevs av Charles Wright. Eugenia discolorans ingår i släktet Eugenia och familjen myrtenväxter. Inga underarter finns listade i Catalogue of Life.